# Ponera sysphinctoides
Ponera sysphinctoides är en myrart som beskrevs av Bernard 1950. Ponera sysphinctoides ingår i släktet Ponera och familjen myror. Inga underarter finns listade i Catalogue of Life.